# Igreja de Santa Maria Madalena (Thures)

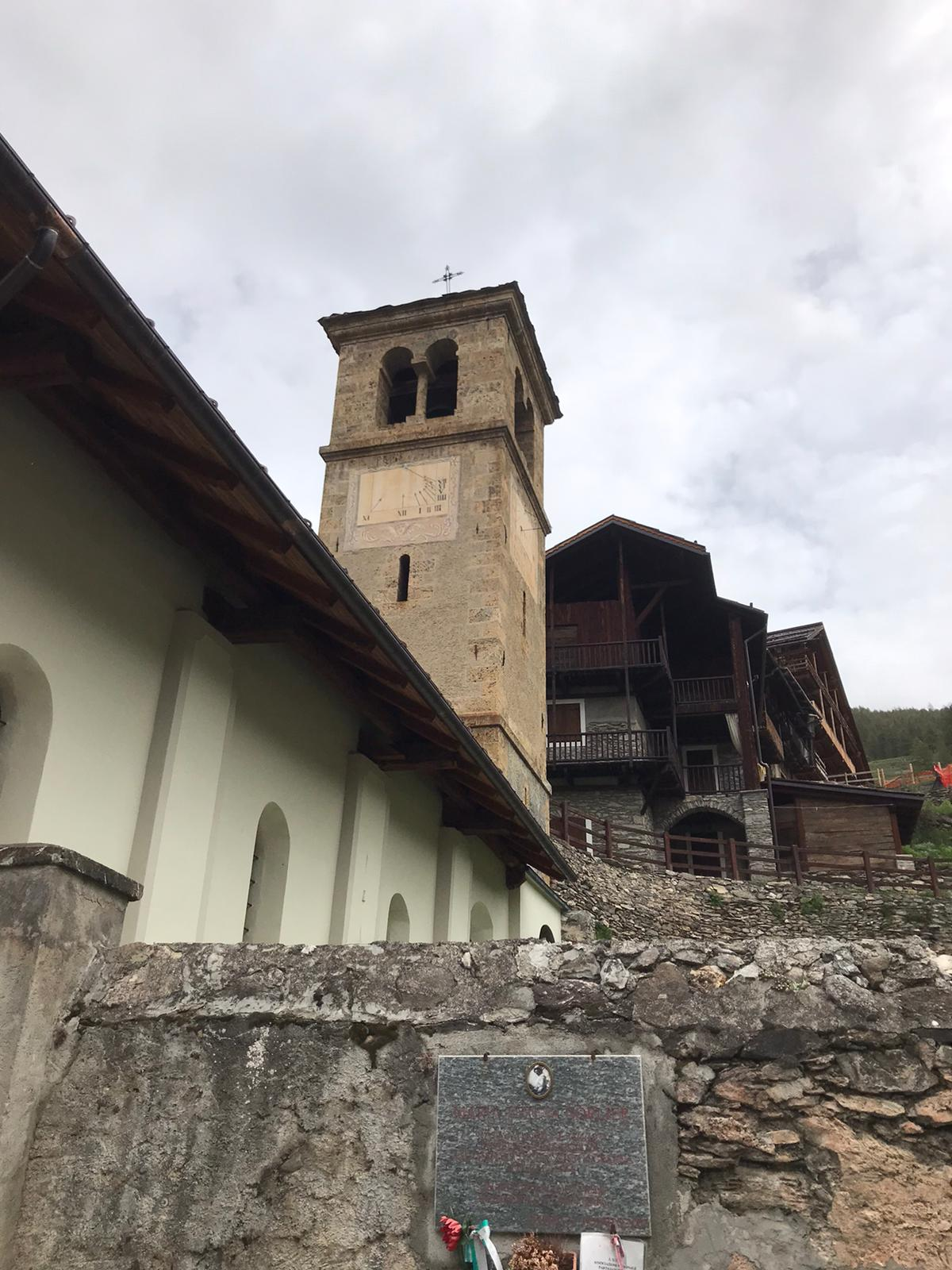

A Igreja de Santa Maria Madalena (italiano: Chiesa di Santa Maria Maddalena), também conhecida como Capela de Santa Maria Madalena, é uma igreja paroquial dedicada a Maria Madalena, pertencente à Diocese de Susa, e que está localizada no centro de Thures, uma aldeia (frazione) pertencente à comuna de Cesana Torinese, Itália.

## História
A primeira menção da capela data de 1389, e então era dependente da paróquia de Cesana Torinese. Em 1452, por ocasião da sua elevação a paróquia, o edifício foi reconstruído e ampliado. Em 1673, durante uma visita pastoral, o arcebispo de Turim, monsenhor Beggiamo, menciona a torre sineira, ainda construída totalmente em madeira, a qual é reconstruída em alvenaria em 1771. É restaurada entre 1883-1902 e 1953-1954.